# Roncus duboscqi
Roncus duboscqi es una especie de arácnido del orden Pseudoscorpionida de la familia Neobisiidae.

## Distribución geográfica
Se encuentra en España y Francia.